# Guerman Titov
Pour les articles homonymes, voir Titov.
Ne doit pas être confondu avec Vladimir Titov.
Guerman Stepanovitch Titov (en russe : Герман Степанович Титов) est un cosmonaute soviétique, né le 11 septembre 1935 à Verkhneïe Jilino dans le kraï de l'Altaï (Union soviétique) et décédé le 20 septembre 2000 à Moscou. Il effectue le 6 août 1961 le deuxième vol orbital de l'ère spatiale dans le cadre de la mission Vostok 2. Âgé de 25 ans à l'époque, il est encore aujourd'hui l'être humain le plus jeune à être allé dans l'espace dans le cadre d'un vol orbital.

## Formation
Guerman Stepanovitch Titov naît le 11 septembre 1935 à Verkhneïe Jilino dans le kraï de l'Altaï au sud-est de la Sibérie occidentale. Son père est instituteur et donne à son fils le prénom peu habituel de Guerman parce qu'il s'agit de son personnage favori dans l'œuvre de Pouchkine. Alors qu'il est encore jeune, Titov décide qu'il sera pilote comme son oncle aviateur et héros de la Seconde Guerre mondiale. En juillet 1953, Titov intègre la 9e école de l'Armée de l'Air à Kostanaï (aujourd'hui au Kazakhstan) avant d'être transféré à l'école supérieure de l'Armée de l'Air de Stalingrad deux ans plus tard. Après avoir décroché sa qualification en septembre 1957, il est pilote successivement dans deux régiments des Gardes de la 41e division aérienne du district militaire de Léningrad.

## Sélectionné comme cosmonaute
En juin 1959, le processus de sélection des premiers cosmonautes du programme spatial soviétique est lancé. Les responsables ont décidé de rechercher leurs candidats parmi les pilotes de l'armée de l'air car ils sont déjà, par leur métier, accoutumés à subir des accélérations importantes, sauter en parachute, être éjectés etc. Contrairement aux Américains qui ont sélectionné des pilotes d'essai expérimentés, les responsables soviétiques ont décidé de choisir des pilotes relativement novices, ayant entre 25 et 30 ans. Compte tenu de l'espace restreint disponible dans la future capsule spatiale, les recrues ne doivent pas mesurer plus de 1,70 à 1,75 mètre. Titov fait partie des 12 sélectionnés. Comme les installations pour l'entraînement des pilotes ont une capacité limitée à cette époque, il est décidé le 30 mai de préparer en priorité un groupe de six pilotes (TsPK-1). Ceux-ci sont choisis, entre autres, sur des critères physiques, les plus grands étant écartés. Titov suit comme les autres apprentis cosmonautes un entraînement physique, effectue des sauts en parachute, s'entraîne sur un simulateur de la capsule Vostok, passe en centrifugeuse et reçoit une formation de base sur le fonctionnement des fusées et des vaisseaux spatiaux.

## En compétition pour le premier vol habité dans l'espace
En janvier 1961, le groupe passe devant une commission présidée par le général Nicolaï Kamanine pour la sélection du pilote qui effectuera le premier vol dans l'espace. Celui-ci occupera pour la décennie suivante le poste de commandant du corps des cosmonautes. À l'issue des examens trois pilotes sont sélectionnés : Titov, Youri Gagarine et Grigori Nelioubov. À ce stade, Gagarine est donné favori par tous ceux qui le côtoient et il est remarqué par Sergueï Korolev, le responsable du programme spatial habité soviétique. Titov est plus cultivé que Gagarine mais a un caractère rebelle. Le troisième sélectionné, Grigori Nelioubov, est sans doute le plus doué sur le plan technique mais il est considéré comme trop rebelle par les sélectionneurs les plus conservateurs. Il ne volera jamais et après avoir été licencié à la suite d'un problème d'alcool, il se suicidera en 1966.
Le choix final se fait entre Gagarine et Titov. Le responsable de l'Union soviétique Nikita Khrouchtchev, à qui on demande sa préférence, les met sur un pied d'égalité et c'est finalement la commission de Kamanine qui tranche en faveur de Gagarine. La meilleure résistance physique de Titov, qui en fait un candidat idéal pour le deuxième vol programmé qui est beaucoup plus long, ainsi que ses origines de classe moyenne contre celles plus modestes de Gagarine qui symbolisent « l'idéal de l'égalité soviétique » peuvent également avoir joué contre lui. Après la décision de la commission, Titov et Gagarine ne sont tous deux informés qu'une semaine avant le lancement de qui sera le cosmonaute principal et qui sera la doublure. Déçu, Titov ne bronche pas, même s'il ne félicite pas non plus Gagarine. Le vol de Gagarine à bord de Vostok 1 se déroule à la perfection le 12 avril 1961 et consacre le triomphe momentané de l'astronautique soviétique.

## Vostok 2
La planification d'un deuxième vol et son objectif étaient restés jusque-là assez vagues. Gagarine n'a séjourné dans l'espace que le temps d'une orbite. Korolev veut porter la durée du deuxième vol à une journée entière mais tous, médecins, cosmonautes et entraîneurs s'opposent à son scénario et demandent que le vol ne dure pas plus de 3 orbites soit environ 5 heures. Korolev demande l'arbitrage du ministre et obtient gain de cause : le vol durera 24 heures soit 17 orbites. Titov qui était la doublure de Gagarine est naturellement choisi pour ce vol. Le but principal de la mission est de parvenir à effectuer les 17 orbites mais 6 objectifs techniques et scientifiques sont ajoutés :
- tester des changements d'orientation du vaisseau réalisés manuellement et étudier la possibilité de déclencher une rentrée atmosphérique sans utiliser les automatismes ;
- étudier le comportement de l'organisme humain durant un séjour prolongé dans l'espace et durant la phase d'atterrissage ;
- déterminer les capacités de l'homme à travailler en apesanteur ;
- tester les communications radio avec les stations à Terre en utilisant le système de radio-téléphone Zarya ;
- tester l'utilisation d'une caméra par le pilote ;
- effectuer des observations visuelles via le hublot en utilisant des instruments optiques simples.

Titov décolle à bord de Vostok 2, le 6 août 1961. Le lancement se déroule à la perfection. Contrairement à Vostok 1, la capsule de Titov est placée sur l'orbite attendue de 178 × 257 km. Dès que le vaisseau se trouve en apesanteur, Titov commence à ressentir les premières nausées liées au mal de l'espace, assimilable pour les mécanismes et les effets au mal des transports. Gagarine n'avait pas du tout souffert de ce problème, mais on découvrira par la suite que le mal touche une bonne partie des astronautes pourtant habitués par leur profession de pilote de chasse à maltraîter leur oreille interne. Alors que le vaisseau boucle sa sixième orbite, Titov, toujours nauséeux mais tentant de rassurer le personnel au sol sur son état de santé, décide de prendre son repas composé de trois plats en tube tout en filmant la scène. Mais le mal persiste et il mange très peu régurgitant en partie ce qu'il a avalé. Pour reprendre des forces il décide de dormir, mais se réveille après plusieurs orbites dans le même état comateux. Il effectue quelques manipulations pour vérifier sa coordination comme cela avait été prévu au cours de la mission, filme durant 10 minutes l'horizon de la Terre lorsque le vaisseau entre et sort de son ombre avec une caméra Konvas, effectue à deux reprises des manœuvres d'orientation manuelles. Alors que la fin de la mission approche son état de santé s'améliore et il boucle la dernière orbite en parfaite santé. La rentrée atmosphérique se déroule de manière aussi catastrophique que lors de la mission Vostok 1. Le module de service ne se détache pas du module de descente et la séparation n'a lieu que tardivement. Il s'éjecte du vaisseau comme prévu et atterrit près de Krasny Kout, dans l'oblast de Saratov.

## Carrière ultérieure
À la suite de leurs deux vols, Titov et Gagarine, accompagnés de Kamanine, responsable du corps des astronautes, entament une tournée autour de la planète : ils visitent en 1961 l'Afghanistan, le Brésil, le Canada, Ceylan, Cuba, la Tchécoslovaquie, l'Inde, la Finlande, la Hongrie, l'Islande et le Royaume-Uni. L'année suivante, ils séjournent dans de nombreux autres pays. Cette gloire brutale monte à la tête de Titov comme de Gagarine. Tous les deux sont semoncés par le Parti pour leurs abus répétés de boisson et leur comportement avec la gent féminine.
En 1966, Titov, comme la majorité des autres cosmonautes de sa promotion, entame un cycle d'étude à l'institut d'aéronautique Joukovski de Moscou et décroche son diplôme en 1968. Il fait partie du comité de rédaction du journal Aviation et Vol spatial (Aviatsiya i Kosmonavtika). À cette époque, il est le plus accessible des cosmonautes et accorde fréquemment des interviews aux journalistes soviétiques et occidentaux. En 1967, Titov entame une formation de pilote d'essais à l'école de Tchkalov avec comme instructeur Vladimir Iliouchine. Il a alors accumulé 800 heures de vol et reçoit un diplôme de pilote d'essais de troisième classe. Il travaille également à cette époque sur le programme d'avion spatial Spiral. Le décès accidentel de Youri Gagarine en mars 1968 met fin à ses espoirs de voler à nouveau car les dirigeants soviétiques ne veulent pas prendre le risque de perdre un des symboles de leur triomphe. Titov quitte donc le corps de cosmonautes en juillet 1970 et part étudier à l'École de commandement militaire K. E. Vorochilov. Il décroche son diplôme en 1972 et devient responsable adjoint au Service principal des installations spatiales (GUKOS). À ce poste, il participe au développement et à la construction de plusieurs systèmes embarqués sur les véhicules spatiaux.

## Retraite
Titov prend sa retraite en octobre 1991. Il devient président du Centre technico-scientifique Kosmoflot. En mai 1995, il est élu au parlement de Russie en tant que député de la ville de Kolomna, près de Moscou. Il décède d'une crise cardiaque le 20 septembre 2000 à Moscou, à l'âge de 65 ans. Il est enterré au cimetière de Novodevitchi.
Il est l'auteur de plusieurs ouvrages dont Un million de km en orbite (1961), Ma planète bleue (1977), Conversations avec les cosmonautes d'Union Soviétique (1983) et En orbite autour des étoiles et de la Terre (1987). Par ailleurs son autobiographie a été rédigée à partir d'interviews et publiée sous le titre Je suis un aigle ! (1962).
Il détient toujours actuellement (2018), le record du plus jeune cosmonaute envoyé dans l'espace (25 ans 10 mois et 25 jours). Il fut l'auteur des premières photographies de la Terre vue de l'espace.

## Décorations
Principaux titres et décorations :
- Héros de l'Union soviétique le 9 août 1961 (médaille no 11158) ;
- Ordre du Mérite pour la Patrie de 3e classe ;
- Deux fois l'ordre de Lénine (17 juin et 9 août 1961) ;
- Ordre de la révolution d'Octobre ;
- Ordre du Drapeau rouge du Travail ;
- Prix Lénine ;
- Pilote cosmonaute de l'URSS.

## Hommages

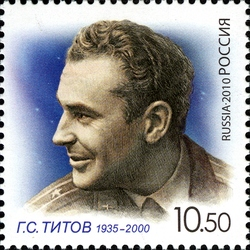
Titov sur un timbre russe.

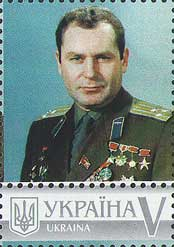
Sur un timbre ukrainien.

Il a reçu le titre de Héros du travail socialiste de Bulgarie, Héros du travail du Vietnam et Héros de Mongolie. 
Le cratère Titov (en) sur la face cachée de la Lune et l'île Ti Tốp dans la baie d'Along portent son nom. L'île accueille un monument en son honneur.
Le 6 août 2011, à l'occasion du 50e anniversaire du vol de Titov, le musée Gherman-Titov, reconstruit et agrandi, a été ouvert dans son village natal de Polkovnikovo (en), dans le kraï de l'Altaï.
Le Centre spatial Titov (en) porte son nom.

### Sources
- (en) Asif A. Siddiqi (NASA), Challenge To Apollo : The Soviet Union and The Space Race, 1945-1974, University Press of Florida, 2000, 512 p. (ISBN 978-0-8130-2628-2, lire en ligne)Historique du programme spatial soviétique jusqu'à la fin du programme lunaire habité soviétique (1974) (NASA SP-2000-4408).
- (en) Rex D. Hall, David J. Shayler et Bert Vis, Russian's Cosmonauts inside the Yuri Gagarin training center, Springer Praxis, 2011, 386 p. (ISBN 978-0-387-21894-6).
- 700.000 kilomètres dans le cosmos (trad. Francis Cohen), Paris, Éditeurs français réunis, 1962 (OCLC 493317948).